# مسئله قبرس
مسئله قبرس که با عنوان‌های درگیری قبرس، موضوع قبرس یا مناقشه قبرس نیز شناخته می‌شود، مناقشه‌ای مداوم بین جمهوری قبرس تحت کنترل یونانی‌های قبرس (که به صورت دفاکتو فقط جنوب جزیره قبرس را کنترل می‌کنند) و جمهوری ترک قبرس شمالی تحت کنترل ترک‌های قبرس و نیروهای ترکیه در شمال جزیره است. این اختلاف نمونه ای از یک درگیری اجتماعی طولانی مدت است. علل اختلاف قبرس از ایدئولوژی ملی‌گرای قومی یونانی، احساسات یونانی-قبرسی، اندیشه مگالی و انوسیس، و برخی از تمایل مردم قومی ترک برای تجزیه جزیره قبرس از طریق تقسیم، به عنوان وسیله‌ای برای محافظت از مردمشان ناشی می‌شود که آن را تهدید یونانی-قبرسی می‌دانند.
در ابتدا، با اشغال این جزیره توسط امپراتوری بریتانیا از امپراتوری عثمانی در سال ۱۸۷۸ و الحاق متعاقب آن در سال ۱۹۱۴، «اختلاف قبرس» به درگیری‌های عمومی بین جزیره نشینان یونانی و ترک اشاره داشت.
با این حال، پیچیدگی‌های بین‌المللی کنونی مناقشه، فراتر از مرزهای خود جزیره است و تحت توافق زوریخ و لندن، قدرت‌های ضامن (یعنی یونان و ترکیه و بریتانیا)، سازمان ملل و در حال حاضر اتحادیه اروپا را نیز درگیر می‌کند. چکسلواکی و بلوک شرق که اکنون منحل شده‌اند، قبلاً نیز در این مسئله، مداخله سیاسی کرده بودند.
این مشکل پس از حمله ترکیه به قبرس در ۱۹۷۴ که یک سوم شمالی قبرس را اشغال کرد، وارد فاز فعلی خود شد. اگرچه تهاجم توسط کودتای ۱۹۷۴ قبرس آغاز شد، نیروهای ترکیه پس از احیای دولت قانونی، از ترک آن خودداری کردند. رهبری ترک قبرس بعداً استقلال خود را به عنوان جمهوری ترک قبرس شمالی اعلام کرد، اگرچه تنها ترکیه این اقدام را قانونی دانسته است و همچنان مخالفت‌های بین‌المللی گسترده‌ای با استقلال قبرس شمالی وجود دارد. بر اساس دادگاه حقوق بشر اروپا، جمهوری ترک قبرس شمالی باید یک دولت دست‌نشانده تحت اشغال مؤثر ترکیه در نظر گرفته شود و به‌طور قانونی به قبرس تعلق دارد. قطعنامه ۵۵۰ شورای امنیت در سال ۱۹۸۴ از اعضای سازمان ملل می‌خواهد که جمهوری ترک قبرس شمالی را به رسمیت نشناسند.
در نتیجه متعهد شدن دو جامعه و کشورهای ضامن برای یافتن راه حلی مسالمت آمیز برای مناقشه، سازمان ملل متحد، یک منطقه حائل (معروف به خط آتیلا) را برای جلوگیری از تنش‌ها و خصومت‌های بیشتر بین جوامع، حفظ می‌کند. این منطقه، نواحی جنوبی جمهوری قبرس (که عمدتاً ساکنان یونانی قبرس هستند) را از مناطق شمالی (جایی که اکنون ترک‌های قبرس و مهاجران ترک ساکن هستند) جدا می‌کند. دهه ۲۰۱۰، شاهد گرم شدن روابط بین یونانی‌ها و ترک‌های قبرسی بود و مذاکرات به‌طور رسمی از اوایل سال ۲۰۱۴ آغاز شد. مذاکرات کران-مونتانا امیدها را برای یک راه حل بلندمدت افزایش داد، اما در نهایت به بن‌بست رسید. همچنین مذاکرات به رهبری سازمان ملل در سال ۲۰۲۱ نیز به همین ترتیب شکست خورد.

### نشریات و منابع رسمی
- گزارش کمیته روابط خارجی مجلس عوام در مورد قبرس.
- نامه رئیس‌جمهور جمهوری، آقای تاسوس پاپادوپولوس، به دبیرکل سازمان ملل متحد، آقای کوفی عنان، در تاریخ ۷ ژوئن، که به عنوان یک سند رسمی شورای امنیت سازمان ملل متحد در بایگانی‌شده  در ۲۸ سپتامبر ۲۰۰۸ توسط Wayback Machine توزیع شد.
- مسائل حقوقی ناشی از انتقال و جابجایی جمعیت معین در قلمرو جمهوری قبرس در دوره از ۲۰ ژوئیه ۱۹۷۴ بایگانی‌شده  در ۲۸ سپتامبر ۲۰۰۸ توسط Wayback Machine
- خطاب به قبرسی‌ها توسط رئیس‌جمهور پاپادوپولوس (متن کامل)
- دفتر مطبوعات و اطلاع‌رسانی جمهوری قبرس، جنبه‌هایی از مشکل قبرس بایگانی‌شده  در ۲۰ مه ۲۰۱۹ توسط Wayback Machine
- دادگاه اروپایی حقوق بشر پرونده قبرس علیه ترکیه (تقاضای شماره 25781/94) بایگانی‌شده  در ۲۷ سپتامبر ۲۰۰۷ توسط Wayback Machine

### دیگر منابع
- Christou, George (2012). "The European Commission as an Actor in the Cyprus Conflict". Journal of European Integration. 35 (2): 117–133. doi:10.1080/07036337.2012.690153. ISSN 0703-6337.
- "Getting to Yes: Suggestions for the Embellishment of the Annan Plan for Cyprus (PDF)" Policy Paper, Southeast European Studies at Oxford, St Antony's College, Oxford University, فوریه ۲۰۰۴
- "Economic Aspects of the Annan Plan for the Solution of the Cyprus Problem (PDF)" Wolfson College, Oxford University, فوریه ۲۰۰۴
- "Options for Peace: Mapping the Possibilities for a Comprehensive Settlement in Cyprus (PDF)" Alexandros Lordos, مه ۲۰۰۵
- "From U Thant to Kofi Annan: UN Peacemaking in Cyprus, 1964–2004 (PDF)" James Ker-Lindsay, Occasional Paper 5/05, Southeast European Studies at Oxford, St Antony's College, Oxford University, اکتبر ۲۰۰۵
- "EU and the Cyprus Conflict: Review of the Literature (PDF)" بایگانی‌شده  در ۲۶ مارس ۲۰۰۹ توسط Wayback Machine Olga Demetriou, Working Paper Series in EU Border Conflicts, Number ۵, ژانویه ۲۰۰۴
- "The Property Regime in a Cyprus Settlement: A Reassessment of the Solution Proposed under the Annan Plan, Given the Performance of the Property Markets in Cyprus, 2003–2006 (PDF)" Stelios Platis, Stelios Orphanides and Fiona Mullen, PRIO Report 2/2006, PRIO Cyprus Centre, نوامبر ۲۰۰۶

## برای مطالعهٔ بیشتر
- نقش مبهم بریتانیا در مسئله قبرس (بی‌بی‌سی)
- جدول زمانی – قبرس (بی‌بی‌سی)
- فهرست قطعنامه‌های سازمان ملل در مورد مسئله قبرس
- سند اخیر سازمان ملل: مسئله حقوق بشر در قبرس
- جنبه‌هایی از مشکل قبرس از دفتر مطبوعات و اطلاعات جمهوری قبرس بایگانی‌شده  در ۲۰ مه ۲۰۱۹ توسط Wayback Machine
- یک سایت دقیق مسئله قبرس از TFSC و ترکیه
- تماس‌های تلفنی مخفی کیسینجر در مورد قبرس ترجمه انگلیسی مقاله الفتروتیپیا
- کارگروه اتحادیه اروپا برای جامعه ترک قبرس
- روند قبرس و ترکیه در اتحادیه اروپا خلاصه ای از مشکل از دیدگاه ترکیه
- لابی برای قبرس
- جوامع آواره یونانی قبرس
- یونانی‌های قبرس شروع به برداشتن دیوار نیکوزیا کردند
- یونانی‌های قبرسی دیوار جداکننده نیکوزیا را خراب کردند
- پژواک در سراسر شکاف (۲۰۰۸) یک فیلم مستند استرالیایی است که دربارهٔ تلاشی برای پل زدن بر خط آتیلا با یک پروژه موسیقی دو جمعی از پشت بام نیکوزیا قدیمی است.